# Saint-Martin-d'Armagnac
Saint-Martin-d'Armagnac är en kommun i departementet Gers i regionen Occitanien i sydvästra Frankrike. Kommunen ligger i kantonen Nogaro som tillhör arrondissementet Condom. År 2022 hade Saint-Martin-d'Armagnac 231 invånare.

## Befolkningsutveckling
Antalet invånare i kommunen Saint-Martin-d'Armagnac
Referens:INSEE